# Darboux-Transformation
Die Darboux-Transformation ist eine Transformation der Lösungen und Koeffizientenfunktionen einer (partiellen Differentialgleichung), die eine neue Lösung einer formähnlichen Differentialgleichung erzeugt (mit anderer Koeffizientenfunktion). Sie dient zum Beispiel dazu bei nichtlinearen partiellen Differentialgleichungen weitere Lösungen zu finden, insbesondere in der Theorie der Solitonen, wo die zugehörigen Differentialgleichungen zum Beispiel die nichtlineare Schrödingergleichung oder die Korteweg-de-Vries-Gleichung sind.
Sie ist nach Gaston Darboux benannt, waren aber schon Th.-F. Moutard (1875, 1878) bekannt.
Das klassische Beispiel ist die Differentialgleichung zweiter Ordnung vom Sturm-Liouville-Typ:
{\displaystyle -f_{xx}(x)+u(x)f(x)=\lambda f(x)}
mit der Koeffizientenfunktion {\displaystyle u(x)} und einer Konstanten {\displaystyle \lambda }. Dabei bezeichnet {\displaystyle f_{xx}} die zweite Ableitung nach der unabhängigen Variablen {\displaystyle x}. Die Differentialgleichung entspricht einer stationären Schrödingergleichung mit Potential {\displaystyle u(x)}. Es sei {\displaystyle g(x)} eine weitere Lösung dieser Differentialgleichung. Eine Darboux-Transformation ist dann gegeben durch:
{\displaystyle h(x)=f_{x}(x)+k(x)f(x)} mit {\displaystyle k(x)=-{\frac {g_{x}(x)}{g(x)}}}
Denn {\displaystyle h(x)} ist eine Lösung der formähnlichen Differentialgleichung:
{\displaystyle -h_{xx}(x)+v(x)h(x)=\lambda h(x)}
mit der neuen Koeffizientenfunktion {\displaystyle v(x)=u(x)+2k(x)}
Die Spektraleigenschaften der klassischen Darboux-Transformationen wurden von M. M. Crum 1955 weiter untersucht und sie fand Anwendung (als Crum-Transformation) in der Theorie der Solitonen durch M. Wadati und Kollegen, die auch den Zusammenhang mit der Bäcklund-Transformation untersuchten was Wladimir Borissowitsch Matwejew Ende der 1970er Jahre fortsetzte.